# 1942 w nauce

## Urodzili się
- 8 stycznia – Stephen Hawking

## Nagrody Nobla
- Fizyka – nie przyznano
- Chemia – nie przyznano
- Medycyna – nie przyznano